# DS:Style
DS:Style（ディーエス スタイル）はスクウェア・エニックスより発売されていた、趣味や教育の分野に特化したニンテンドーDS向けソフトのブランド名。

## 地球の歩き方DS
ダイヤモンド社の旅行ガイドブック『地球の歩き方シリーズ』のDS版。ガイドブックの情報を収録している他、地図や検索、通貨計算機能などのツールが搭載されている。
第1弾のイタリア編、フランス編、タイ編は2007年7月5日に、第2弾の台湾編、ニューヨーク編、ハワイ編は10月4日に、第3弾のイギリス編、上海編、ソウル・釜山編、香港編は12月13日に発売された。

## 本気で学ぶ LECで合格る
LEC監修の資格・検定学習ソフトのシリーズ。
本気で学ぶ LECで合格る DS日商簿記3級
2008年4月17日発売。
本気で学ぶ LECで合格る DS宅地建物取引士
2009年2月26日発売。
本気で学ぶ LECで合格る DS秘書検定2級/3級
2009年4月17日発売。
本気で学ぶ LECで合格る DS危険物取扱者乙種4類
2009年12月3日発売。
本気で学ぶ LECで合格る DS公務員試験・数的処理
2009年12月3日発売。
本気で学ぶ LECで合格る DS行政書士
2010年9月2日発売。
本気で学ぶ LECで合格る DS宅地建物取引主任者 2011年&2012年度版
2011年2月3日発売。
PlayStation Portable版も展開している。
本気で学ぶ LECで合格る 日商簿記3級ポータブル
2010年1月21日発売。
本気で学ぶ LECで合格る 宅地建物取引士ポータブル
2010年1月21日発売。

## その他
花咲くDSガーデニングLife
2007年7月5日発売。NHKエデュケーショナル（『趣味の園芸』）との共同開発によるガーデニングサポートソフト。
あなたも DSでクラシック 聴いてみませんか?
2007年7月5日発売。2005年に発売されヒットした『ベスト・クラシック100』（東芝EMI）をベースとしたクラシック解説ソフト。開発はiNiS。
あなただけのプライベートレッスン DSではじめるティップネスのヨガ
2007年10月4日発売。ティップネス監修のヨガレッスンソフト。
ワインのはじめかたDS
2007年11月15日発売。「ワイナート」（美術出版社）監修のワイン入門ソフト。本物のワインとのセットも限定発売されている。
人生8万7000回の食事を楽しくする おいしく極める食通DS
2007年12月13日発売。「おとなの週末」（講談社）編集部監修の食のトレーニングソフト。